# Marko Milošević
Marko Milošević (Servisch: Марко Милосевић) (Belgrado, 3 juli 1974) is de zoon van de voormalig Joegoslavisch/Servisch president en politicus Slobodan Milošević.
Hij had verschillende zaken in zijn vaders geboorteplaats Požarevac. Zijn zakenbelangen waren onder andere een amusementscentrum, hertenpark, discotheek, bakkerij, computerwinkel en een exclusieve parfumeriezaak in het centrum van Belgrado. Hij wordt er echter van beschuldigd het meeste geld te verdienen met de smokkel van drugs, brandstof en sigaretten.
Marko Milošević raakt al dan niet opzettelijk betrokken bij auto-ongelukken waarbij ook mensen gewond raakten. Dit was voor hem de reden om beroepsautocoureur te worden, onder meer onder druk van zijn ouders. Hij was een tweedeklas coureur: hij behaalde tweemaal een vierde plaats in Kraljevo en Novi Sad en in 1993 in Sofia werd hij tweede wat hem een internationale racelicentie opleverde.
Net als zijn moeder Mirjana Marković, vluchtte hij in 2000, kort na de val van zijn vader, van Servië naar Rusland.